# Vispis
Els vispis (en llatí Vispi, en grec antic Οὐισποί) eren un poble del sud-oest de Germània, que només menciona Claudi Ptolemeu. No es coneixen exactament les terres que ocupaven. Possiblement eren el mateix grup al que Tàcit i Estrabó anomenen usipets.